# محمل صف جافا
محمّل صف جافا (بالإنجليزية: Java Classloader)‏ هو جزء من بيئة جافا التشغيلية (Java Runtime Environment (JRE ، و هو يحمل صفوف جافا ديناميكيا إلى آلة جافا الافتراضية Java Virtual Machine.
الصفوف تحمل عند الحاجة.
محمل الصف مسؤول عن إيجاد المكتبات وقراءة محتواها ومن ثم تحميل الصفوف الموجودة بها.